# Campione d'Italia
Campione d'Italia (Comasco: Campiùn [kãˈpjũː]) là một comune của tỉnh Como thuộc vùng Lombardia của Ý và là một lãnh thổ ngoại phận được bao quanh bởi bang Ticino của Thụy Sĩ. Khu vực này tuy chỉ cách biên giới Ý khoảng một kilômét (0,6 mi), tuy nhiên do địa hình đồi núi hiểm trở khiến người ta phải đi một quãng đường trên 14 km (9 mi) để tới thị trấn Ý gần nhất, Lanzo d'Intelvi, và trên 28 km (17 mi) để tới thành phố Como.